# Selen Altunkulak
Selen Gül Altunkulak (* 2. Dezember 1997 in Valence) ist eine französisch-türkische Fußballspielerin.

## Karriere

### Im Verein
Altunkulak wechselte 2011 in die U-19 des FC Vendenheim und spielte die Saison 2012/2013 in der U-19 von FCF Monteux. Nach einer Spielzeit bei Monteux kehrte sie zu Vendenheim zurück, wo sie am 20. September 2013 in der Division 2 Féminine, Gruppe A, bei einem 2:0 gegen US Rouvroy debütierte. Altunkulak spielte in zwei Spielzeiten in 21 Spielen und erzielte 8 Tore, bevor sie im Juni 2015 zum FC Metz-Algrange wechselte. Sie spielte in der Saison 2015/2016 in 10 Spielen und erzielte dabei 6 Tore, womit sie dem FC Metz zum Aufstieg in die erste französische Frauenliga verhalf. Altunkulak brachte es in der Saison 2016/2017 auf 20 Einsätze und 8 Tore im Championnat de France de D1 und empfahl sich dadurch für die türkische Fußballnationalmannschaft. Nach einer Saison in der Division 1 stieg Metz wieder ab und Altunkulak verlängerte ihren Vertrag.

### International
Am 22. Februar 2017 wurde Altunkulak in die türkische Nationalmannschaft für den Gold City Cup berufen. Altunulak debütierte am 1. März 2017 für die Türkei, im Rahmen des Gold City Cup in Alanya, in einer 1:3-Niederlage gegen die Rumänische Fußballnationalmannschaft der Frauen. Anschließend spielte sie in der WM-Qualifikation für die Türkei, wo sie am 6. April 2017 ihr erstes Länderspieltor gegen Montenegro erzielen konnte. Im zweiten Quali-Spiel erzielte sie beim 9:1 über Luxemburg einen Hattrick.